# Indianerreservat
Et indianerreservat er et afgrænset område, muligvis fredet, som er forbeholdt indianere.
Det bor omkring 700.000 indianere i Amazonas, 400.000 af dem i reservater, hvor de forsøger at beskytte deres traditionelle kultur, sproget og måden at leve på. I Canada findes over 600 indianerreservater.
Den lovgivende magt i indianerreservatet er stammerådet. Indianerreservaterne har ofte en egen form for regering, selv om mange har ligheder med hinanden.
I nutiden bor der et stort antal indianere og inuitter på andre steder end i reservaterne. Ofte bor de i storbyer i det vestlige USA, som Phoenix og Los Angeles.

## Indianerreservater i USA
I USA findes ca. 300 indianerreservater, hvilket indebærer, at ikke alle 500 indianerstammer har egne reservater. Visse stammer har mere end ét reservat, som f.eks. cheyennerne med reservater i både Oklahoma og Montana.:11 . Andre stammer deles om et reservat, som det er tilfældet med arikara-, hidatsa- og mandan-stammen i Fort Berthold Indian Reservation i North Dakota.:xi  Endvidere er der visse reservater, som på grund af videresalg og omfordeling af områderne udgør en separat enklave. Dette kan medføre store administrative vanskeligheder. Reservaterne er ujævnt fordelt over USA; i visse stater findes der ingen indianerreservater (Se kortet).
Et indianerreservat i USA er et område med en større eller mindre grad af selvbestemmelse. Rammerne for enhver stammes handlefrihed er bl.a sat af den præcise ordlyd i den givne stammes traktater med USA, fundamentale føderale love:33  samt relevante kendelser truffet af USA's højesteret.:34 

### Det tidlige reservatliv
Det tidlige reservatliv betød store omvæltninger for indianerne og påvirkede deres liv både praktisk og mentalt.
Kriger- og jægerfolk fik plove og skulle prøve at vinde selvrespekt og agtelse i andres øjne gennem aktiviteter uden forankring i  kulturen.:76  Mænd i mange stammer kunne traditionelt gifte sig med sin kones søstre og gjorde det ofte, mens reservatloven forbød dette.:196  Ceremonier og gamle skikke blev forbudt,:96  eller de blev med mere eller mindre held forsøgt erstattet af amerikansk praksis: En crow pige begravet i en kiste blev gravet op af familien om natten og lagt til hvile på et grenleje i et træ på traditionel vis.:101  Fysiske symboler på stamme-sammenhold æret gennem et helt liv af stammens medlemmer kunne ende i fjerne storby-museer.:24  Let adgang til spiritus på trods af lovgivningen:11  førte ind imellem til destruktiv adfærd i reservatet.:90 
Med Dawes Act i 1887 blev flere stammers fællesjord opdelt i individuelt ejede jordlodder ud fra en amerikansk antagelse om, at enhver så tog hånd om sin egen skæbne og hurtigt blev selvforsynende.:1  Flere byindianere følte sig isoleret og ensomme i deres hjem på en ellers øde jordlod,:183  og mange oplevede udflytningen fra by til land som ødelæggende.:24  Dawes Act åbnede også for salg af såkaldt ”overskudsland” i reservatet, der var ejet af stammen i fællesskab, ligesom indbyggerne efter en vis periode kunne sælge af deres private jordlodder for at indfri gæld, f.eks. restskat. Ved vedtagelsen af Dawes Act var indianernes samlede jordbesiddelser i USA på 139 millioner acres. Mindre end 50 år senere var 91 millioner acres af besiddelserne på amerikanske hænder.:2 
Nogle reservater led under en dårlig ledelse af korrupte indianer-agenter (fuldmægtige), der kun sjældent blev idømt straf, men blot afsat fra posten.:271  En agent i Fort Berthold Indian Reservation kunne finde på at tildele hidatsaer jobs, de ikke søgte og ikke ønskede.:216 
De fleste reservat-børn skulle før eller siden deltage i engelsk-undervisning, om nødvendigt under trusler om tvang.:147  Eleverne blev gerne straffet for at bruge deres eget sprog i skolen,:17  der også vilkårligt gav dem nye, engelske navne.:xii  Drenge fik klippet deres fletninger af og modtog tøj af amerikansk snit. Kun enkelte elever, som f.eks. kiowaen Lewis Toyebo, huskede siden tilbage på skoletiden med glæde.:294 
For flere stammer resulterede den tidlige reservattid i et faldende befolkningstal.:132  Fra at have haft over 2.000 medlemmer i 1875 bestod eksempelvis pawnee-stammen af færre end 1.000 sidst i 1880erne.:18  Underernæring var en af faktorerne bag den konstante tilbagegang.:20 

### Retten til selvbestemmelse
Grundlæggende er en højesteretsdom fra 1823. Heri anerkendes de europæiske landes overhøjhed over fjerne kontinenter og områder, i takt med at de opdagelsesrejsende blev klar over eksistensen af disse og udforskede dem; eventuelt siden overdraget til andre nationer. Videre hedder det, at en lille nation (en indianerstamme) kan anerkende en stormagt (USA) og indgå traktater med denne uden derved at afskrive sig retten til at være en selvstændig nation med eget styre.:15 
I f.eks. 1950erne truede den såkaldte Termination Act (der gik ud på at nedlægge visse velstillede indianer-reservater) denne ret til selvbestemmelse, og det samme gjorde Public Law 280 (der gav delstater ret til at vedtage love for reservaterne i delstaten uden at rådføre sig med lokalbefolkningen og uden hensyn til gældende føderale love).:21 
Navnlig efter vedtagelsen af Indian Self-Determination Law i 1975:22  har de siddende præsidenter:23  samt USA’s højesteret betonet retten til selvbestemmelse.:28 

### Stammerådet
Et reservat ledes gerne af et stammeråd, hvis medlemmer vælges ved almindelig afstemning.:64  Rådet styres af enten en formand (chairman),:5  en præsident (president):61  eller ligefrem – som bl.a. hos choctaw-indianerne - en stamme-høvding (tribal chief) for at markere fri ret til også selv at vælge embeds-titlerne anvendt i reservatet.:41 
Rådets medlemmer sidder gerne i en fireårs-periode, ofte forskudt for hinanden, så der er valg til halvdelen af pladserne i rådet hvert andet år. Northern Cheyenne Reservation har et råd med 10 medlemmer,:61  mens f.eks. Rocky Boy's reservatet kun har syv.:68 
Stammerådet kan gerne lægge sager af stor betydning for hele reservatet ud til almindelig afstemning.:64 

### Hvad bestemmer reservaterne over?
Generelt kan stammerne opkræve skat, også fra f.eks. amerikanske firmaer og ikke-medlemmer af stammen, der driver forretning i reservatet.:27  En stamme har gerne ret til at regulere al adgang til fiskeri og jagt i reservatet.:33 
 Med selvbestemmelses-loven fra 1975 fik stammerne mere magt over midlerne brugt til undervisning i reservatet. De fik også indflydelse på indholdet i skolebøgerne samt pensummet som sådan,:23  så børnene f.eks. kan have obligatoriske sprogtimer om stammens eget sprog.:16  The Indian Mineral Development Act fra 1982 gav stammerne øget mulighed for at indgå lokalt tilpassede aftaler om udnyttelsen af reservatets natur-ressourcer, som f.eks. vandkraft, tømmer, sand, grus, kul, olie og gas.:27  Ved føderal lov er reservater gerne sikret fortrinsret til brug af vandet i vandløb, der gennemløber reservatet, altså også vandet opstrøms og udenfor reservatet.:24 
Stammen kan retsforfølge og dømme dens medlemmer for handlinger, som ifølge reservatets egen lov regnes for en overtrædelse eller en forbrydelse. I 1990 kunne en stammedomstol højst idømme bøder på 5.000 dollars og fængselsstraffe på et år; strafferammerne var fastlagt af den amerikanske kongres. I mere alvorlige sager med en jury er de mindst seks indkaldte jury-medlemmer som hovedregel alle indianere fra reservatet.:25  En stamme har ofte, men ikke nødvendigvis, myndighed til også at regulere ikke-indianeres adfærd i reservatet, hvis handlingerne truer stammens mål og ønsker for lokalsamfundets udvikling.:27 
Mens stammedomstole i vid udstrækning kan dømme i civil-sager, er reservaternes domstole underlagt en række restriktioner, når det drejer sig om kriminal-sager.:32 